# Сан-Роке (футбольный клуб)
«Сан-Роке» (исп. CD San Roque) — испанский футбольный клуб из города Лепе, в провинции Уэльва в автономном сообществе Андалусия. Клуб основан в 1956 году, домашние матчи проводит на стадионе «Сьюдад де Лепе», вмещающем 3 512 зрителей. В Примере и Сегунде команда никогда не выступала, лучшим результатом является 5-е место в Сегунда B в сезоне 2010/11.

## Сезоны по дивизионам
- Сегунда B — 9 сезонов
- Терсера — 19 сезонов
- Региональные лиги — 34 сезона

## Достижения
- Терсера
  - Победитель: 2008/09